# ستيفان بويل
ستيفان بويل (2 سبتمبر 1992 بالست في بلجيكا - ) هو لاعب كرة قدم بلجيكي في مركز الوسط. لعب مع زولته فاريجيم وسيركل بروج.

## روابط خارجية
- ستيفان بويل على موقع قاعدة بيانات كرة القدم.إي يو (الإنجليزية)
- ستيفان بويل على موقع Soccerway.com (الإنجليزية)